# Samt el qusur
Os Silêncios do Palácio (em árabe tunisino: صمت القصور, Samt el qusur) é um filme tunisino de 1994, co-escrito e dirigido por Moufida Tlatli. O filme investiga questões de género, classe e sexualidade no mundo árabe através da vida de duas gerações de mulheres no palácio do príncipe. Visto através dos olhos de um atraente jovem cantor de casamento, expõe a servidão sexual e social de um grupo de mulheres em um elaborado palácio durante o Protectorado francês na Tunísia. Tlatli escreveu o filme em resposta à doença súbita e grave de sua própria mãe e sua subsequente realização do pouco que ela sabia sobre sua vida.

## História
Situado na década de 1950 na Tunísia, o filme é sobre uma mulher de 25 anos, Alia, que retorna ao seu lugar de nascimento - um palácio do príncipe no qual sua mãe, Khedija, trabalhou como empregada doméstica e amante. Alia tinha fugido do palácio dez anos antes, altura em que ela passou enterrando memórias torturadas de sua infância. Em sua visita para pagar os respeitos pela morte do príncipe, Alia percorre o palácio em grande parte abandonado, onde é confrontada com essas memórias representadas como flashbacks detalhados de sua infância. Ela começa a juntar uma narrativa sobre a sexualidade e a exploração sexual de sua mãe em um espaço ordenado por género e diferença de classe, e é re-despertado para o questionário persistente sobre a identidade de seu pai. Enquanto Alia lida com o seu passado, ela também lida com seu relacionamento atual com seu amante, Lotfi, que pediu que ela tenha o que parece ser mais um aborto. Seu desenvolvimento em todo o filme contrasta seu despertar com um passado de servidão sexual e social que muitas das criadas experimentaram no palácio contra sua própria independência contestada repleta de dor, conflito e incerteza.

## Recepção crítica
O filme recebeu atenção positiva no New York Film Festival em 1994; O crítico do New York Times, Caryn James, descreve o filme como uma "história universal com um toque feminista".  Após uma divulgação mais ampla em 1996, o LA Times chamou a atenção para a representação de Tlati das questões feministas na Tunísia e elogiou seu "estilo fluente e sensual", chamando o filme de "brutal". O artigo de Paul Sedra de 2011 descreve a relevância contínua dos silêncios do palácio em estudos árabes.

## Prémios
- Toronto International Film Festival's "International Critics' Award" for 1994.
- Cannes Film Festival Golden Camera award for 1994.
- Sutherland Trophy award from the British Film Institute Awards for 1995.
- Golden Tanit of Carthage Film Festival for 1994.
- Golden Tulip award from Istanbul International Film Festival for 1995.